# مهدیه

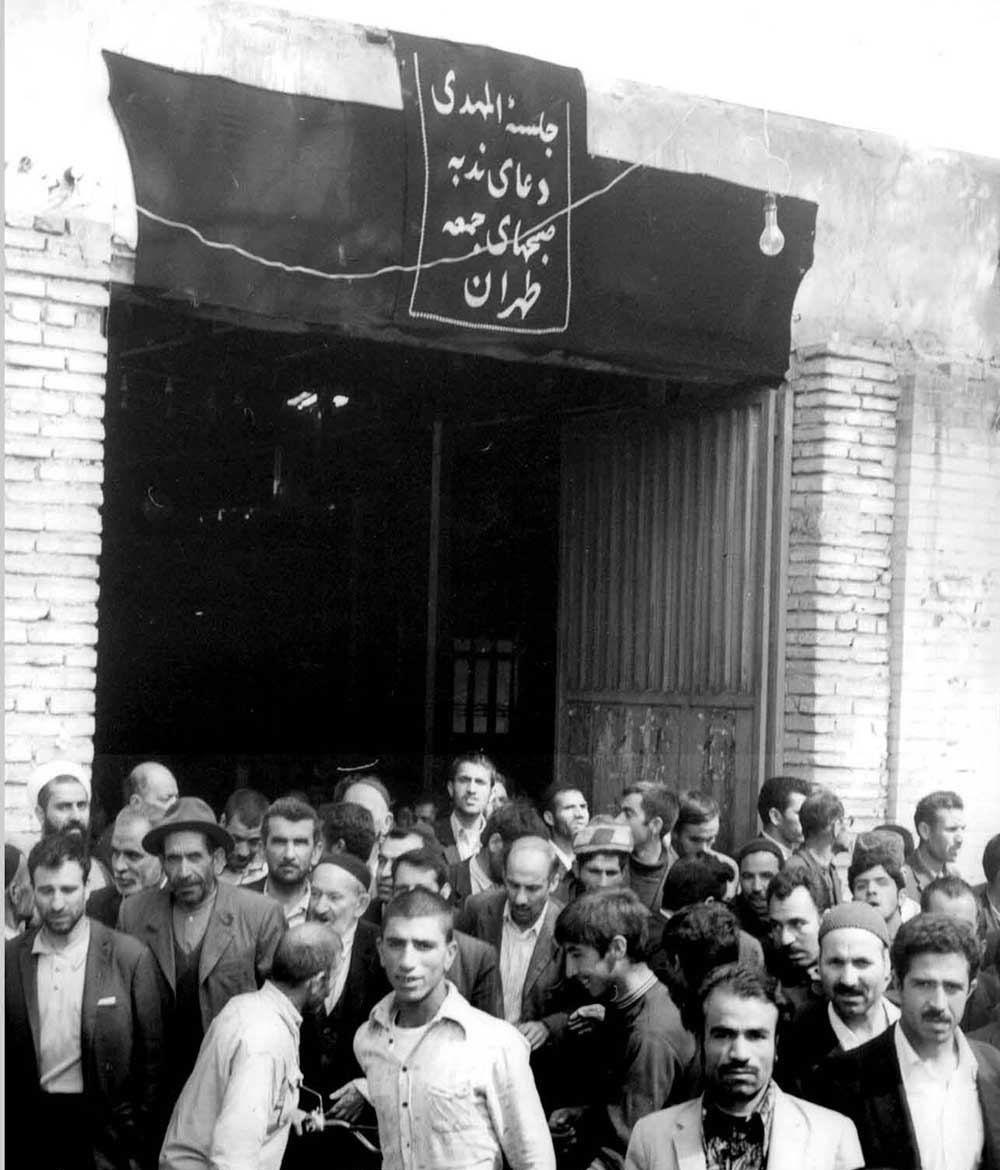
تصویری از مهدیه تهران - سال ۱۳۴۰ خورشیدی

مهدیه یکی از مکانهای مقدس شیعیان است که آنجا در زمینه مهدویت و بیاد حجت بن حسن (مهدی موعود شیعه) مراسم و سخنرانی برگزار می‌شود. مهدیه تهران از مشهورترین آنهاست که به پیشنهاد احمد کافی ساخته شد و مورد استقبال گسترده مردم از جلسات سخنرانی او و مراسم دعای کمیل و ندبه قرار داشت. او با فروش منزلش و کمک ۴ نفر از بازاریان معروف تهران و نیز عدّه بسیاری از مردم، در سال ۱۳۴۸ قطعه زمین ۴ هزار متری در خیابان ولی عصر تهران، با نام مهدیه خریداری کرد که ساختمان اولیه آن پانزده هزار نفر را در خود جای می‌داد. بدین ترتیب اولین مهدیه در تهران بنا شد.
مهم‌ترین پایگاه شیعیان در بزرگداشت یاد مهدی موعود، مسجد جمکران، در جنوب شهر مذهبی قم است. این مسجد را می‌توان مانند مهدیه‌ای جامع و بزرگ دانست. به اعتقاد شیعه این مسجد، بیش از یک هزار سال پیش در بیداری به فرمان حجت بن حسن تأسیس گردید.